# Щракане с пръсти
Щракането с пръсти представлява специфично движение на пръстите на ръката, съпроводено от възпроизвеждането на щракащ звук.
Това става възможно при приплъзването на палеца от един към друг пръст, като всеки един пръст удря дланта на ръката.

## Физична гледна точка
Звукът, получен при щракането с пръсти, се състои от три отделни звукови компонента: звука, получен при приплъзването на пръстите (1), звука при сблъскване на пръстите с дланта (2), както и звука на пукане от компресирането и последващото декомпресиране на въздух (3). Последният е най-отличителен от всички.

## В културата
В Древна Гърция щракането с пръсти било използвано от музиканти и танцьори като метод за запазване на ритъма и било познато под имената „ἀποληκέω“ (аполекео), „ἀποκρότημα“ (апокротема) и „ἐπίπταισμα“ (епиптаизма). Щракането с пръсти е характерно за Гърция и до днес.
Може да замества ръкопляскането. В клуба на мъжете към Мичиганския университет съществува дори свързана традиция: 
| „ | Причината е, че не можете да ръкопляскате и да държите бира в същото време! | “ |

Продължителното и повтарящо се щракане може да има за цел да привлече вниманието на някого. Един нагледен, но не съвсем уместен и дори отблъскващ пример, е щракането с пръсти, за да бъдете обслужени от сервитьора на заведението, в което се намирате.
Характерно е не само за Гърция, а въобще за Балканите. Често срещана гледка е щракането с пръсти под звуците на чалга и по време на кючек.